# Venstre (Norwegia)
Lewica, (Venstre, Norweska Partia Liberalna) – norweska partia polityczna o poglądach liberalnych. 
Jest najstarszą partią polityczną w Norwegii, założona została w 1884 roku w wyniku krytyki Unii Szwedzko-Norweskiej. W latach 2001–2005 była partią koalicyjną w rządzie premiera Kjell Magne Bondevika. Od 2020 roku liderem partii jest Guri Melby. Od 2018 do 2021 Venstre wchodziło w skład rządu koalicyjnego premier Erna Solberg. W wyborach parlamentarnych w 2021 zdobyła 8 miejsc w parlamencie. 

## Liderzy partii
- 1884 Johan Sverdrup
- 1884-1889 Ole Anton Qvam
- 1889-1893 Johannes Steen
- 1893-1894 Viggo Ullmann
- 1894-1896 Ole Anton Qvam
- 1898-1900 Viggo Ullmann
- 1900-1903 Lars Holst
- 1903-1909 Carl Berner
- 1909-1927 Gunnar Knudsen
- 1927-1940 Johan Ludwig Mowinckel
- 1945-1952 Jacob S. Worm-Müller
- 1952-1964 Bent Røiseland
- 1964-1970 Gunnar Garbo
- 1970-1972 Helge Seip
- 1972-1974 Helge Rognlien
- 1974-1976 Eva Kolstad
- 1976-1982 Hans Hammond Rosbach
- 1982-1986 Odd Einar Dørum
- 1986-1990 Arne Fjørtoft
- 1990-1992 Håvard Alstadheim
- 1992-1996 Odd Einar Dørum
- 1996-2010 Lars Sponheim
- 2010-2020 Trine Skei Grande
- Od 2020- Guri Melby

## Premierzy z Venstre
- 1884-1889 Johan Sverdrup
- 1891-1893 Johannes Steen
- 1898-1902 Johannes Steen
- 1902-1903 Otto Blehr
- 1907-1908 Jørgen Løvland
- 1908-1910 Gunnar Knudsen
- 1913-1920 Gunnar Knudsen
- 1921-1923 Otto Blehr
- 1924-1926 Johan Ludwig Mowinckel
- 1928-1931 Johan Ludwig Mowinckel
- 1933-1935 Johan Ludwig Mowinckel